# Tanger-Tétouan-Al Hoceïma

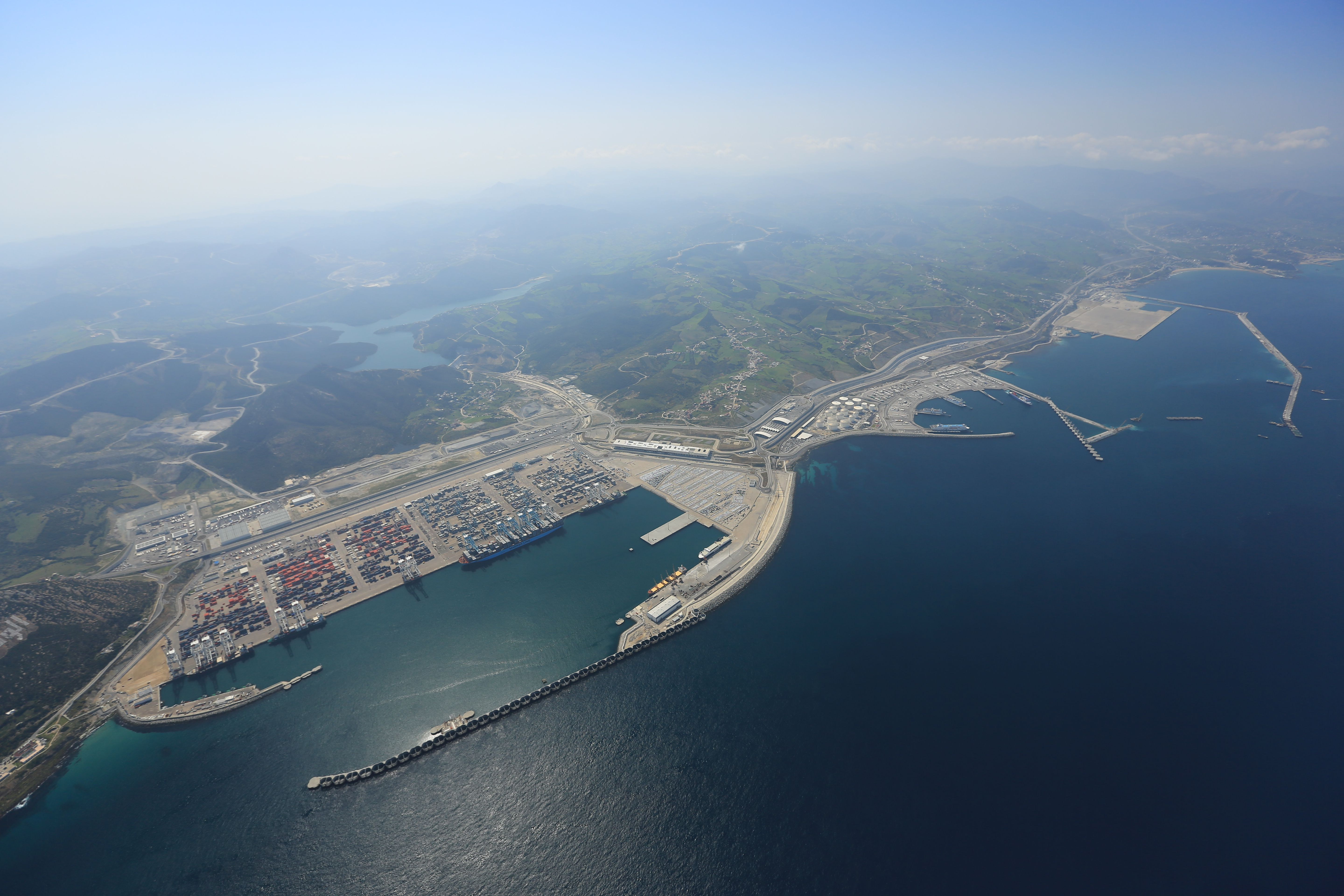

La région Tanger-Tétouan-Al Hoceïma (en berbère : ⵜⴰⵎⵏⴰⴹⵜ ⵏ ⵟⴰⵏⵊⴰ ⵜⵉⵟⴰⵡⵉⵏ ⵍⵃⵓⵙⵉⵎⴰ et en arabe : طنجة-تطوان-الحسيمة ), appelée également région Chamal, est une des 12 régions du Maroc instituées par le découpage territorial de 2015.
La région regroupe notamment les communes de Tanger, Tétouan, Assilah, Al Hoceïma, M'diq,  Fnideq,Larache, et Chefchaouen.
Son Président depuis 2021 est Omar Moro.

## Géographie et climat
Elle est constituée de l'ancienne région Tanger-Tétouan et de la province d'Al Hoceima de l'ancienne région de Taza-Al Hoceïma-Taounate. Elle se trouve à la pointe nord-ouest du Maroc, dans la chaîne montagneuse du Rif. Son chef-lieu est Tanger-Assilah. La région est baignée par la mer Méditerranée à l'est et l'océan Atlantique à l'ouest. Elle est bordée au sud par les régions de Rabat-Salé-Kénitra et Fès-Meknès et à l'est par la région de l'oriental.  
Le climat de la région est méditerranéen sur les côtes et les environs, plutôt continental et avec des périodes de chutes de neige abondante sur les zones intérieures de la région. Grâce à son altitude et sa double façade maritime, la région est une des zones les plus arrosées du Maroc (+ de 1 000 mm de précipitations annuelles).

## Politique et administration

### Présidence
Le Président de la région depuis septembre 2021 est Omar Moro.  

### Anciens élus
Le président de la région depuis septembre 2015  était  Ilyas El Omari du PAM . Il a obtenu 42 voix contre 20 pour son adversaire Said Khairoun, du parti de la Justice et du Développement (PJD).
Le conseil régional compte 63 membres. Lors des élections régionales du 4 septembre 2015, le PAM décroche 18 sièges, suivi du PJD (16), du RNI (7), de l'Istiqlal (7), de l'USFP (5), du PPS (4 sièges), du MP (4 sièges) et l’UC (2 sièges).

### Division administrative
La région Tanger-Tétouan-Al Hoceïma est composée de deux préfectures et de six provinces :
- préfecture de Tanger-Asilah ;
- province de Fahs Anjra ;
- préfecture de M'diq-Fnideq ;
- province de Chefchaouen ;
- province de Larache ;
- province d'Ouezzane ;
- province de Tétouan ;
- province d'Al Hoceïma.

## Démographie
En 2024, selon le recensement général organisé par le HCP, sa population est de  4 030 222 habitants.  
En 2014, selon le recensement général organisé par le HCP, la population de la région est de 3 556 729 habitants, ce qui représente 10,5 % de la population totale du Maroc. 

## Économie
Les principales activités économiques sont l'agriculture, l'élevage, la forêt et la pêche. Cependant, les secteurs de l'industrie et du commerce connaissent en ce moment un développement très rapide par rapport aux autres régions du pays et cela grâce à l'amélioration du réseau autoroutier, de la construction du port Tanger med et de free zones et du port de Tanger Ville.

## Histoire
L’Homme se serait établi dans le territoire de la région dès le paléolithique et les relations entre les habitants de la péninsule tingitaine avec ceux des autres régions de la Méditerranée sont attestées dès cette époque.
Pendant l’antiquité, le phénomène urbain s’y développa. Les villes actuelles sont héritières d’une occupation urbaine antique, du moins pour Tanger (Tingis), Asila (Zilil), Larache (Lixus) et Tétouan (Tamuda). Chaouen, quant à elle, surgit tardivement dans un milieu rural et montagnard où les facteurs politico-religieux et l’apport andalous furent déterminants.
Les médinas des villes de la région de Tanger-Tétouan-Al Hoceïma présentent un intérêt touristique spécifique de par leur héritage historique fort influencé par les cultures du pourtour méditerranéen (al-Andalus, Turquie, Portugal). Comme toutes les villes historiques du Maroc, elles sont composées de deux entités urbaines : la Médina avec sa Kasba et la ville moderne. La première est toujours entourée de remparts. La deuxième s'est développée en dehors des remparts historiques. Elle date de l’époque du régime international pour Tanger et de l'époque du Protectorat espagnol (1912-1956) pour Tétouan, Larache, Chaouen, Asila. La plupart de ces villes sont des ports qui ont vécu des expériences distinctes à travers l'histoire.
La position géographique de la région lui a permis de jouer le rôle de tête de pont entre le Maroc et l’Europe en temps de paix comme en temps de guerre. Il fut un temps où certaines des villes de la région ont été occupées par des pays européens (Espagne, Portugal et l’Angleterre).